# Rasmus Berthelsen
Rasmus Storm Josva Berthel Berthelsen (10. juli 1827 i Sisimiut – 4. januar 1901) var en grønlandsk lærer, digter, komponist og redaktør. 
Han blev uddannet som lærer ved Godthaab Seminarium i 1849 og debuterede som digter i 1855. Han er mest kendt for digtet Guuterput qutsinnermiu fra 1852. 
Gennem 1800-tallet, da Grønland var en dansk koloni, var danskerne splittet i synet på, om grønlænderne skulle skærmes for dansk og europæisk indflydelse. Mange mente, at de burde skærmes for at kunne bevare deres identitet. Den danske administrator Hinrich Rink var en af forkæmperne for dette. Berthelsen, som var født grønlænder, havde arbejdet sammen med Rink, men blev et "offer" for dette syn. Til trods for mange års ansættelse ved Godthaab Seminarium (i dag Ilinniarfissuaq) fik han aldrig nogen anden titel end hjælpelærer. 
Berthelsen var også den første redaktør af Grønlands første avis Atuagagdliutit, der blev grundlagt i 1861 af Hinrich Rink. 